# Kinzang Dorji
Lyonpo Kinzang Dorji (né en 1951) est un homme d'État bhoutanais. Il est Premier ministre du Bhoutan du 14 août 2002 au 30 août 2003, puis du 3 août 2007 au 9 avril 2008. En juillet 2007, le premier ministre Lyonpo Khandu Wangchuk démissionne afin d'entrer en politique, dans le cadre de la campagne électorale pour les élections de 2008, date à laquelle le Bhoutan doit amorcer sa transition vers une démocratie parlementaire. Le 3 août 2007, Kinzang Dorji est chargé d'assurer les fonctions de premier ministre jusqu'aux élections. Le 9 avril, il cède son poste à Jigme Thinley, qui a remporté l'élection du 24 mars.